# 党派和群众组织民主集团
党派和群众组织民主集团（德語：Demokratischer Block der Parteien und Massenorganisationen），简称民主集团，是德国苏占区和德意志民主共和国的一个统一阵线组织，由多个政党和团体组成。
该组织成立于1945年7月14日，最初取名为反法西斯民主党派统一战线，由德国共产党、德国社会民主党、德国基督教民主联盟和德国自由民主党组成。1946年4月21日，德国共产党和德国社会民主党在德国苏占区的组织合并为德国统一社会党。1948年4月—5月，德国民主农民党和德国国家民主党以及部分群众组织（如自由德国工会联合会、自由德国青年、德国民主妇女联盟、争取德国民主革新文化协会和农民互助协会）加入该组织。从1948年中期起，德国统一社会党逐步确立在该组织的领导地位，并将其政策确立为该组织的政策的指导方针。1949年，该组织改名为“党派和群众组织民主集团”。1950年3月30日，民主德国全国阵线成立，取代该组织的地位，但该组织仍继续存在，直至1990年解散。